# Al-Hakim (califfo abbaside del Cairo)
 Abū l-ʿAbbās Aḥmad al-Ḥākim (in arabo أبو العباس أحمد الحاكم بأمر الله‎?, Abū l-ʿAbbās Aḥmad al-Ḥākim bi-amr Allāh), ossia "Il sovrano per disposizione di Allah", o al-Ḥākim I; Baghdad, 1247 circa – Il Cairo, 19 gennaio 1302) è stato il secondo dei califfi abbasidi del Cairo dal 1262 al 1302.
Il suo califfato cominciò sotto la "tutela" del sultano mamelucco bahri Baybars. Abū l-ʿAbbās Aḥmad era il discendente di Abū Jaʿfar al-Rāshid bi-llāh, 30º califfo abbaside di Baghdad.

## Biografia
Nel 1261, il Sultano mamelucco bahri al-Zāhir Rukn al-Dīn Baybars al-Bunduqdarī accolse al Cairo Abū l-Qāsim Aḥmad, un Abbaside scampato ai massacri del 1258, quando Baghdad era caduta sotto i feroci colpi del mongolo Hulegu. 

Abū l-Qāsim Aḥmad ero lo zio di al-Mustaʿṣim, il 37º e ultimo Califfo di Baghdad) ed era figlio di al-Ẓāhir, il 35º califfo, nonché fratello di Abū Jaʿfar al-Mustanṣir (il 36º califfo).

Divenne califfo quindi con il medesimo laqab del fratello: al-Mustanṣir.
Assieme al giovane Abū l-ʿAbbās Aḥmad, di appena 15 anni, si scontrò rovinosamente coi Mongoli inviati da Abaqa, che intendeva impedirgli di raggiungere Baghdad e di farsi riconoscere come nuovo Califfo. Al-Mustanṣir morì nella battaglia di al-Anbar, presso l'Eufrate mentre Abū l-ʿAbbās Aḥmad riusciva a scampare e a fuggire alla volta del Cairo. Baybars l'accolse ospitalmente e il 22 novembre 1262, il venerdì successivo al suo arrivo, fu riconosciuto Califfo col laqab di al-Ḥākim bi-amr Allāh, anche se quella sua carica rimase assolutamente formale, vivendo nell'ozioso lusso degli appartamenti della Cittadella del Cairo.
Nel corso del suo califfato egli vide succedersi i seguenti Sultani mamelucchi:
Figli di Baybars
- al-Saʿīd Nāṣir al-Dīn Baraka Khān b. Baybars (1277-1279)
- al-ʿĀdil Badr al-Dīn Salamish al-Zahir Baybars (1279)

Qalāwūn e i suoi figli
- al-Manṣūr Sayf al-Dīn Qalāwūn al-Alfī (1279-1290)
- al-Ashraf Ṣalāḥ al-Dīn Khalīl b. Qalāwūn (1290-1293)
- al-Nāṣir Muḥammad b. Qalāwūn (1293-1295) (primo regno)

Interregno di al-Nāṣir Muḥammad
- al-ʿĀdil Zayn al-Dīn Kitbugha al-Manṣūr (1295-1297) (tutore di al-Nāṣir Muḥammad)
- al-Manṣūr Ḥusām al-Dīn Lajin (1297-1299)

Secondo sultanato di al-Nāṣir Muḥammad
- al-Nāṣir Muḥammad b. Qalāwūn (1299-1309) (secondo regno)

Verso la fine del settembre del 1298, durante il regno di Lajin, al-Ḥākim I adempie all'obbligo islamico del pellegrinaggio canonico a La Mecca, insieme a tutta la sua famiglia. Il Sultano gli regala 700 000 dirham per il viaggio.
Al-Ḥākim I morì il 19 gennaio 1302 e suo figlio Sulaymān gli succedette col laqab di al-Mustakfī I.